# Inés de Brandeburgo
Inés de Brandeburgo (en alemán, Agnes von Brandenburg; c. 1257-29 de septiembre de 1304) fue reina consorte de Dinamarca como la esposa del rey Erico V de Dinamarca. Sirvió como regente durante la minoría de su hijo, Erico VI, desde 1286 hasta 1293.

## Biografía
Inés fue la hija primogénita del margrave Juan I de Brandeburgo y de su segunda esposa, Brígida de Sajonia, hija del duque Alberto I de Sajonia.
Se casó con el rey Erico V de Dinamarca en Schleswig el 11 de noviembre de 1273. Es probable que el matrimonio haya sido arreglado durante el cautiverio de Erico en Brandeburgo por el padre de Inés desde 1261 hasta 1264. Se dice que el rey fue liberado de su cautiverio con la promesa de que se casaría con Inés sin una dote. No obstante, Dinamarca y Brandeburgo tenían una larga tradición de matrimonios dinásticos entre ellos.

### Regencia
En 1286, Inés enviudó y fue nombrada regente de Dinamarca durante la minoría de su hijo, Erico VI. Los detalles de su regencia no se saben con exactitud y es difícil de determinar cuáles de las decisiones fueron tomadas por ella, y cuáles por el consejo de regencia. Peder Nielsen Mangueraøl fue muy influyente en la regencia, y es probable que Inés haya obtenido ayuda de su familia. En 1290, financió una pintura de cal en la Iglesia de San Benito en Ringsted, la cual representa a Inés de manera dominante. Su hijo fue declarado mayor de edad en 1293, acabando con su regencia.

### Últimos años
Inés se casó en 1293 con el conde Gerardo II de Holstein-Plön, con quien tuvo un hijo, Juan III de Holstein-Plön. A menudo visitaba Dinamarca después de su segundo matrimonio, y continuó siendo una segunda casa para Inés. Murió el 29 de septiembre de 1304, y fue enterrada en la Iglesia de San Benito en Ringsted.

## Descendencia
Inés y Erico V tuvieron seis hijos:

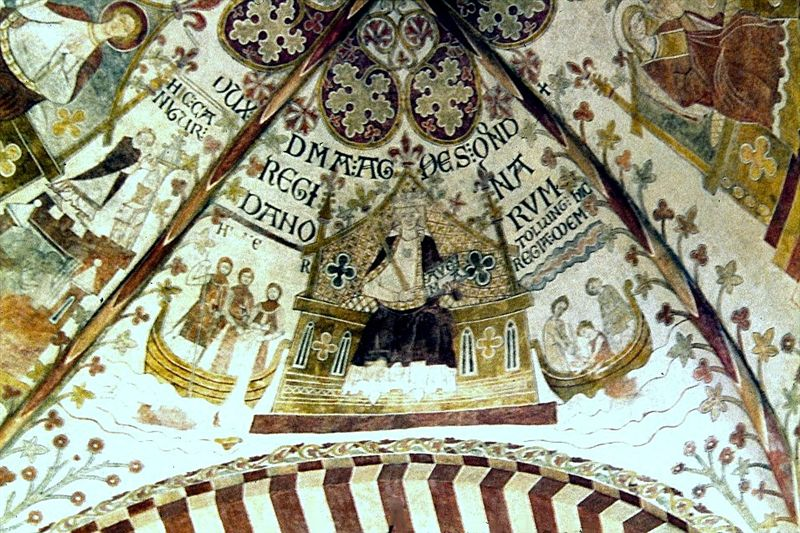
Inés de Brandeburgo.

- Erico VI (1274-13 de noviembre de 1319), sucedió a su padre como rey de Dinamarca.
- Richeza (1275-1308), casada con Nicolás II de Werle.
- Cristóbal II (29 de septiembre de 1276-2 de agosto de 1332), sucedió a su hermano Erico VI como rey de Dinamarca.
- Marta Eriksdotter (1277-3 de octubre de 1341), fue reina consorte de Suecia desde 1298 como esposa de Birger I.
- Catalina (fallecida en 1283).
- Valdemar (fallecido en 1304).
- Isabel (fallecida en 1283).

Con su segundo esposo, Gerardo II de Holstein-Plön, tuvo un hijo:
- Juan III de Holstein-Plön (1297-1359).